# 日比野弘
日比野 弘（ひびの ひろし、1934年11月20日 - 2021年11月14日）は、東京都出身の元ラグビー選手で、指導者。元ラグビー日本代表監督。早稲田大学人間科学部名誉教授。

## 略歴
銀座の陶磁器商「陶雅堂」の長男として生まれるが戦中に練馬へ疎開。中学生の頃はタイガースファンの叔父の影響で野球少年だった。
都立大泉高校から早稲田大学へ進みラグビー部に入部。1年時からレギュラーを獲得し、日本代表・全早大のウイングとして活躍。
卒業後は東横百貨店に勤めたのちに家業を継ぎ4代目社長に、その傍ら母校の早稲田大学ラグビー蹴球部、ラグビー日本代表のコーチや監督として活躍。
1979年に陶雅堂をたたみ、のち早稲田大学体育局に移る。日本ラグビーフットボール協会では理事、副会長を務め、町井徹郎前会長逝去後は会長代行、ラグビーワールドカップ2011日本招致委員会委員長。長くラグビー中継の解説も務めた。
2021年11月14日、呼吸不全のため自宅で死去。86歳没。同年12月20日付けで叙従五位。

### 学歴
- 1947年 練馬区立開進第二小学校編入、（教育熱心な父親の方針で、本来なら小学5年生の学齢時に4年に編入させられた）
- 1949年 練馬区立開進第二小学校卒業、城北中学校（これも父親の方針で、公立の学校が校舎不足の状態なのを心配されて）
- 1951年9月 練馬区立開進第二中学校へ転校（野球仲間の親友の誘いを受け、「都立の高校に入って東大を目指したい」と父親に嘘をついて3年の9月に転校）で少年期を過ごす。
- 1952年 練馬区立開進第二中学校卒業、都立大泉高校入学
- 1954年 都立大泉高校卒業、早稲田大学入学
- 1958年 早稲田大学卒業

### 職歴
- 1958年 東横百貨店入社。
- 1961年 退職し家業に就く
- 1961年 早稲田大学ラグビー蹴球部コーチに就任。
- 1970年 同部監督に就任[7]、大学選手権、日本選手権で優勝
- 1973年-1975年 同監督[7]
- 1976年、1982年-1984年、1987年-1988年 ラグビー日本代表監督。カナダ、ニュージーランド、ウェールズに遠征。1983年ウェールズ戦では24-29の大善戦を導く。
- 1981年 早稲田大学体育局専任講師
- 1982年 同助教授
- 1987年 同教授
- 1998年-1999年 3度目の早大監督を務める。[7]
- 2003年 早稲田大学人間科学部教授（体育局の組織変更に伴う）
- 2005年 早稲田大学を退職。同名誉教授
- 2007年3月 日本ラグビーフットボール協会の「協会80年史編集委員会」委員長を務め、『日本ラグビーフットボール協会史』を発刊[8]。
- 2011年6月 『日比野弘の日本ラグビー全史』を発刊。

## 栄典
- 旭日中綬章（2013年〈平成25年〉秋）[9]

## 著作
- 『日比野弘の日本ラグビー全史』 - ベースボール・マガジン社（2011年6月17日、ISBN 978-4583103662）